# Lorenzo Respighi
Lorenzo Respighi (Cortemaggiore, 7 ottobre 1824 – Roma, 10 dicembre 1889) è stato un astronomo italiano.

## La formazione e l’attività a Bologna
Lorenzo Respighi nacque a Cortemaggiore (PC) il 7 ottobre 1824 da Luigi Respighi (segretario del comune di Besenzone) e da Giuseppina Rossetti, seconda moglie di Luigi Respighi.
Rimasto orfano di entrambi i genitori, fu portato a Parma dal fratello Andrea, figlio del padre Luigi e della prima moglie Barbara Zino, nonché maggiore di Lorenzo di quasi trent’anni.
Defunto anche il fratello Andrea nel 1842, Lorenzo si trasferì a Bologna dal prozio Gian Battista, prelato della congregazione dei Filippini, e iniziò gli studi universitari alla facoltà di Matematica e fisica, dove conseguì la laurea ad honorem nel 1847. Due anni dopo ottenne un incarico alla facoltà di Meccanica e di Idraulica presso l'Università di Bologna e, nel 1851, fu nominato professore presso la facoltà di Ottica e astronomia della medesima Università.
Nel 1855 fu chiamato alla direzione dell’Osservatorio astronomico di Bologna e negli anni successivi effettuò, a scopo di documentazione e aggiornamento, visite scientifiche agli Osservatori di Modena, Milano, Parigi e Londra.
Le prime pubblicazioni (metà del XIX secolo) riguardano i principi del calcolo differenziale, il moto del pendolo in relazione alla rotazione terrestre, le equazioni generali dell’equilibrio dei fluidi e la fisiologia della visione, con approfondimento dei meccanismi dell’accomodazione e dell’irradiazione oculare. Nel 1858 nell’annuario dell’osservatorio di Bologna pubblicò una dissertazione sulla cometa comparsa quell’anno.
Il 15 febbraio 1863 sposò a Ceretolo (BO) Carolina Respighi (figlia del cugino Gian Battista, presso cui abitava), da cui nacque il primogenito Luigi. In seguito alla morte di Carolina l’11 aprile 1866 a causa di febbre puerperale, il figlio Luigi fu accolto dal nonno Gian Battista, mentre Lorenzo si risposò in seconde nozze con Virginia Selvaggi, dalla quale nacque il secondo figlio, Carlo.
Nel 1864 si rifiutò di prestare il giuramento di fedeltà al re e allo statuto, probabilmente a causa del precedente giuramento al governo pontificio: da quel momento venne dispensato da tutti gli incarichi ufficiali.

## Attività a Roma
Abbandonò Bologna nel 1865 e fu chiamato a Roma da papa Pio IX: il 30 agosto fu nominato professore di ottica e astronomia presso il collegio “La Sapienza” e in seguito direttore dell’Osservatorio Capitolino e membro del Collegio Filosofico-Matematico, succedendo nel ruolo al professor don Ignazio Calandrelli che, insieme a padre Angelo Secchi, aveva appoggiato la sua nomina.
Nel 1870, dopo l’unificazione italiana, servì il nuovo governo italiano e fu confermato nell’incarico di direttore dell’Osservatorio capitolino. Dal momento che la dotazione strumentale dell’Osservatorio era scarsa, egli vi aggiunse un cannocchiale zenitale.
Negli anni ’70 si occupò della luce zodiacale, delle variazioni del diametro del Sole e analizzò la luce delle comete.
Nel 1871 fu inviato dalla Società Reale Britannica in una spedizione in India per studiare la riga Kirchhoff durante un'eclissi solare.
È celebre la polemica che si scatenò, nel 1872, con padre Angelo Secchi riguardo ad uno studio che entrambi stavano conducendo sulla costituzione fisica del Sole: padre Secchi utilizzò un prisma già impiegato da Lorenzo Respighi per estendere la sua classificazione spettrale, ma nel pubblicare i suoi risultati non lo menzionò.  
Tra il 1875 e il 1881 Respighi catalogò le declinazioni medie di 2534 stelle dell'emisfero boreale. Tale operazione,  sintetizzata in due cataloghi stellari, risultò preziosa per l'impresa coordinata dalla Commissione Geodetica Internazionale, finalizzata alla determinazione della lunghezza del grado del meridiano centrale europeo. Escluse l’ipotesi dell’esistenza di un pianeta (Vulcano) tra Mercurio e il Sole che influenzasse l’orbita di Mercurio, ipotizzata da Urban Le Verrier.
Lorenzo Respighi morì il 10 dicembre 1889 a Roma a causa di una seria malattia contratta due anni prima. Riposa a Roma al Cimitero del Verano. Sulla tomba un'iscrizione, quasi illeggibile, recita: DEO OPT MAX / LORENZO RESPIGHI / DI CORTEMAGGIORE / ASTRONOMO DEI PIÙ INSIGNI DEL TEMPO / FU CRISTIANO ESEMPLARE / CITTADINO INTEGRO / PADRE DI FAMIGLIA INCOMPARABILE / MORTO IN ROMA / IL X DICEMBRE MDCCCLXXXIX / A LXV ANNI II MESI III GIORNI // ALLA SUA MEMORIA VENERATA / QUESTO MODESTO TITOLO / LA CONSORTE VIRGINIA SALVAGGI / I FIGLI LUIGI E CARLO / POSERO FIORI.
Ai piedi della tomba si trova un’altra iscrizione, meglio conservata, in memoria della moglie, Virginia Selvaggi.
Entrambi i figli di Lorenzo lavoreranno in Vaticano: Luigi, ingegnere, negli anni Venti si adopererà con Guglielmo Marconi alla realizzazione della Radio Vaticana; Carlo diventerà sacerdote, sarà compagno di collegio di Eugenio Pacelli (il futuro papa Pio XII) e avrà una brillante carriera ecclesiastica, sino a diventare protonotario e prefetto delle cerimonie pontificie dal 1918 al 1947. Giulio Andreotti diceva che mons. Respighi era il prelato che poteva dire al papa quando poteva sedersi e quando doveva alzarsi.
Appartengono alla stessa casata di Lorenzo Respighi il musicista Ottorino Respighi (1879 - 1936) e il medico Emilio Respighi (1860 - 1936).

## Pubblicazioni
- Nel 1858 pubblicò una dissertazione nell’annuario dell’Osservatorio di Bologna a proposito della cometa Donati, scoperta dall’astronomo pisano Giovanni Battista Donati in quello stesso anno.
- Nel 1861 scrisse riguardo ad alcune osservazioni sul passaggio di Mercurio sul disco solare.
- Nel 1872 trattò sia della luce zodiacale, sia delle variazioni del diametro del Sole.
- Nel 1873 analizzò la luce delle comete.
- Tra il 1875 e il 1881 catalogò le declinazioni medie di 2534 stelle dell’emisfero boreale sintetizzando i risultati in due cataloghi stellari, poi utilizzati dalla Commissione Geodetica Internazionale per determinare la lunghezza del grado del meridiano centrale europeo.
- Altre pubblicazioni generali riguardano i principi del calcolo differenziale, il moto del pendolo in relazione alla rotazione terrestre, le equazioni generali dell’equilibrio dei fluidi e la fisiologia della visione, con approfondimento dei meccanismi dell’accomodazione e dell’irradiazione oculare.
- Escluse l’ipotesi dell’esistenza di un pianeta (Vulcano) tra Mercurio e il Sole ipotizzata da Urbain Le Verrier.

## Scoperte significative
Nell'ambito astronomico:
- Studiò la latitudine del Campidoglio e di Monte Mario.
- Studiò la longitudine di Roma e di Milano.
- Ideò lo spettroscopio durante la sua permanenza all'Università di Roma; questo forniva la possibilità di capire la qualità e la quantità dei raggi della stella osservata.
- Dimostrò che la causa delle scintillazioni delle stelle risiede nelle irregolarità atmosferiche e nel moto di rotazione della Terra.
- Analizzò diversi fenomeni cometari (comete di Wells, Finlay e Wolf) e ne scoprì tre: le comete catalogate III 1862 W1 (oggi chiamata “C/1862 W1 Respighi”), la III 1863 G2 (oggi “C/1863 G2 Respighi”) e la 1863 Y1 (oggi “C/1863 Y1 Respighi“)
- Esaminò l’occultazione delle stelle (passaggi di Venere e Mercurio sul Sole) e l’eclissi dei satelliti di Giove.
- Tra i fenomeni astronomici trattò di luce zodiacale, aurore polari e piogge di stelle.
- Fece diverse osservazioni sul Sole: studiò le variazioni di diametro, compì diverse spettroscopie del bordo e delle protuberanze usando una lente rossa e analizzò la visibilità delle righe della cromosfera; infine, grazie alle immagini monocromatiche della corona solare ipotizzò la presenza dell’elio.
- Fece diverse considerazioni riguardo alle linee di Fraunhofer.
- Costruì un cannocchiale zenitale modificando uno dei modelli precedenti.

Oltre all'Astronomia si occupò anche di Fisica:
- Determinò la relazione tra variazione della pressione barometrica e variazione della temperatura.
- Esaminò varie equazioni generali dell’equilibrio dei fluidi.
- Introdusse l’uso del prisma obiettivo nella spettroscopia delle stelle.
- Analizzò diversi fenomeni dell'occhio umano e compì studi sulla luce e sui raggi luminosi sotto l'influenza dei mezzi rifrangenti.
- Studiò il valore della gravità.
- A San Petronio a Bologna ripeté l’esperimento del Foucault per dimostrare la rotazione terrestre grazie all’effetto della forza di Coriolis.

## Riconoscimenti
A Lorenzo Respighi, insieme ad Angelo Secchi, nel 1953 fu dedicata la torre solare dell’osservatorio astronomico di Roma a Monte Mario.
L’asteroide 16930 e un cratere lunare con un diametro di circa 18 km portano il nome dell’astronomo piacentino, come anche il Liceo Scientifico di Piacenza.
Nel 2024, al bicentenario della nascita, gli è stata titolata l'emissione di un francobollo

## Il liceo Lorenzo Respighi di Piacenza
A Lorenzo Respighi è intitolato uno degli otto Licei Scientifici istituiti dal primo ottobre 1924, secondo le indicazioni della Riforma Gentile del 1923, ad Ancona, Bari, Bergamo, Cremona, Messina, Piacenza, Ravenna e Vicenza.
Le lezioni del liceo scientifico di Piacenza iniziarono il 5 novembre 1924.
La sua sede era all’interno dell’immobile che accoglieva un istituto tecnico della città, il Giandomenico Romagnosi, presso cui era stata avviata già nel 1923 una sezione sperimentale di indirizzo Fisico-Matematico. L’ingresso del liceo scientifico era sulla via della Ferma (ora piazza Bacciocchi).
Il 17 febbraio 1925, su proposta del preside del Regio liceo scientifico, la Deputazione provinciale di Piacenza richiese che l’istituto fosse dedicato al celebre astronomo Lorenzo Respighi.
Il 2 luglio 1925 a San Rossore Vittorio Emanuele III decretò: Il Regio liceo scientifico di Piacenza è intitolato al nome di “Lorenzo Respighi”.
Gli studenti nel tempo iniziarono ad aumentare e nel secondo dopoguerra fu necessario individuare una nuova sede, identificata nella ex Casa del Balilla ed ex Casa della Gioventú Italiana del Littorio.
L’edificio, in piazzale Genova, era stato realizzato su progetto dell'architetto Luigi Moretti.
La direzione dei lavori, eseguiti dall’impresa Paolo Beotti, era stata affidata a Vincenzo Bozzini e la struttura era stata inaugurata il 3 dicembre 1933.
In base a quanto è possibile ricostruire, nel 1945 la costruzione fu in parte saccheggiata da ignoti che distrussero ciò che richiamava la propaganda fascista, come l’aquila romana situata sulla scalinata esterna e le erme raffiguranti Arnaldo Mussolini e Benito Mussolini.
Fu il preside Angelo Tarozzi a gestire il trasferimento degli studenti da via della Ferma alla sede di piazzale Genova. Tale trasferimento fu complicato dal fatto che nella ex Casa della Gil avevano trovato rifugio degli sfollati.
Sulla base degli elementi a noi noti, è possibile affermare che nel 1947 il preside Tarozzi si mise alla testa degli studenti del Liceo e occupò con loro l’edificio che ancora ospita gli studenti del Liceo Respighi.
La sede di piazzale Genova del Liceo Respighi è inserita in un contesto che richiama in più modi la storia del Novecento.
Di fronte al Liceo, nell’immediato dopoguerra fu eretto un monumento per commemorare il sacrificio di cinque giovani combattenti della Resistenza uccisi il 26 aprile del 1945 (la liberazione di Piacenza è del 28 aprile). Nel 2021 accanto al monumento costruito in memoria dei cinque giovani partigiani è stato inaugurato un monumento in ricordo dei Piacentini caduti in terra di Russia (oltre seicento, la metà dei quali appartenenti al corpo degli Alpini). In piazzale Genova, di fronte allo storico ospedale militare è poi presente un monumento che ricorda i caduti della battaglia del 9 settembre 1943.
Nell’atrio della sede storica, grazie agli Amici del Liceo Respighi, nel mese di maggio del 1999 è stata posizionata una lapide in memoria di tutti i Respighiani caduti durante la Seconda Guerra Mondiale, indipendentemente dallo schieramento in cui questi hanno combattuto